# اس تي سي تي في
إس تي سي تي في (بالإنجليزية: stc tv) هي منصة بث ترفيهي وفيديو حسب الطلب تابعة لـمجموعة إس تي سي، وتديرها شركة "انتيغرال"، ذراعها الرقمي والإعلامي. تقدم المنصة خدماتها في منطقة الشرق الأوسط وشمال إفريقيا، وتوفر مكتبة واسعة من الأفلام والمسلسلات والبرامج الوثائقية، بالإضافة إلى بث مباشر للقنوات التلفزيونية.

## التاريخ والتطوير
أُطلقت الخدمة في البداية تحت اسم "جوّي تي في" (Jawwy TV) في عام 2018 كمنصة ترفيهية تهدف إلى منافسة خدمات البث العالمية في المنطقة. وفي ديسمبر 2022، أعلنت مجموعة stc عن توحيد علامتها التجارية الترفيهية، حيث تم تغيير اسم المنصة رسميًا إلى stc tv لتعكس هويتها وارتباطها المباشر بالشركة الأم.

## المحتوى والخدمات
تعتمد المنصة على نموذج الاشتراكات، وتوفر مكتبة محتوى تضم أكثر من 25,000 عمل مرئي من خلال شراكات مع استوديوهات عالمية وإقليمية.

### الشراكات
تتعاون stc tv مع عدد من مزودي المحتوى البارزين، منهم:
- ستارز بلاي
- ديسكفري+
- وايد خليجي
- فوكس+
- كرتون نتورك
- بوميرانغ
- وارنر براذرز
- OSN[4]

### البث المباشر
بالإضافة إلى مكتبة الفيديو حسب الطلب، توفر المنصة إمكانية مشاهدة بث مباشر لمجموعة من القنوات التلفزيونية المفتوحة والمشفرة، مثل قنوات إم بي سي، وروتانا، وفوكس.

### الميزات التقنية
توفر المنصة ميزات تقنية قياسية في خدمات البث، مثل إمكانية المشاهدة عبر أجهزة متعددة في نفس الوقت (حسب خطة الاشتراك)، ومشاهدة المحتوى بدون اتصال بالإنترنت، واستعادة المشاهدة لمتابعة البرامج من حيث توقف المستخدم. كما أن المحتوى متوفر بدون فواصل إعلانية.

## التوفر والأجهزة
تتوفر خدمة stc tv في عدة دول في الشرق الأوسط، أبرزها المملكة العربية السعودية، والكويت، والبحرين. يمكن الوصول إلى الخدمة عبر مجموعة متنوعة من الأجهزة، تشمل:
- الهواتف الذكية والأجهزة اللوحية (عبر تطبيقات آي أو إس وأندرويد).
- متصفحات الإنترنت على أجهزة الحاسوب.
- أجهزة التلفزيون الذكية.
- أجهزة الاستقبال الرقمي الخاصة بالخدمة (stc tv Box).

يمكن الاشتراك في الخدمة عبر طرق دفع مختلفة، منها الفوترة المباشرة من خلال فواتير stc في الدول المتاحة، أو الدفع عبر متاجر التطبيقات مثل آبل وجوجل بلاي، بالإضافة إلى بطاقات الائتمان.